# Antoine du Bois
 (février 2024).
La mise en forme du texte ne suit pas les recommandations de Wikipédia : il faut le « wikifier ».
Les points d'amélioration suivants sont les cas les plus fréquents. Le détail des points à revoir est peut-être précisé sur la page de discussion.
- Les titres sont pré-formatés par le logiciel. Ils ne sont ni en capitales, ni en gras.
- Le texte ne doit pas être écrit en capitales (les noms de famille non plus), ni en gras, ni en italique, ni en « petit »…
- Le gras n'est utilisé que pour surligner le titre de l'article dans l'introduction, une seule fois.
- L'italique est rarement utilisé : mots en langue étrangère, titres d'œuvres, noms de bateaux, etc.
- Les citations ne sont pas en italique mais en corps de texte normal. Elles sont entourées par des guillemets français : « et ».
- Les listes à puces sont à éviter, des paragraphes rédigés étant largement préférés. Les tableaux sont à réserver à la présentation de données structurées (résultats, etc.).
- Les appels de note de bas de page (petits chiffres en exposant, introduits par l'outil «  Source ») sont à placer entre la fin de phrase et le point final[comme ça].
- Les liens internes (vers d'autres articles de Wikipédia) sont à choisir avec parcimonie. Créez des liens vers des articles approfondissant le sujet. Les termes génériques sans rapport avec le sujet sont à éviter, ainsi que les répétitions de liens vers un même terme.
- Les liens externes sont à placer uniquement dans une section « Liens externes », à la fin de l'article. Ces liens sont à choisir avec parcimonie suivant les règles définies. Si un lien sert de source à l'article, son insertion dans le texte est à faire par les notes de bas de page.
- La présentation des références doit suivre les conventions bibliographiques. Il est recommandé d'utiliser les modèles {{Ouvrage}}, {{Chapitre}}, {{Article}}, {{Lien web}} et/ou {{Bibliographie}}. Le mode d'édition visuel peut mettre en forme automatiquement les références.
- Insérer une infobox (cadre d'informations à droite) n'est pas obligatoire pour parachever la mise en page.

Pour une aide détaillée, merci de consulter Aide:Wikification.
Si vous pensez que ces points ont été résolus, vous pouvez retirer ce bandeau et améliorer la mise en forme d'un autre article.
Pour les articles homonymes, voir Dubois et Antoine Dubois (homonymie).
Antoine du Bois est un prélat français (1471,, (ou 1469) - 17 avril 1537). Clerc du diocèse d'Arras, ville des Pays-Bas bourguignons de 1384 à 1492 puis des Pays-Bas espagnols de 1492 à 1640 avant l'intégration au royaume de France, il occupa les sièges de protonotaire du Saint-Siège, chanoine de la Sainte-Chapelle de Paris, premier abbé commendataire de l'abbaye Saint-Lucien de Beauvais, évêque de Béziers (1504 – 1537); il fut aussi comte de Chaumont-en-Vexin (près de Beauvais) et probablement "seigneur" de Chaumont-en-Bassigny.

## Famille et parentèle: contexte et influences

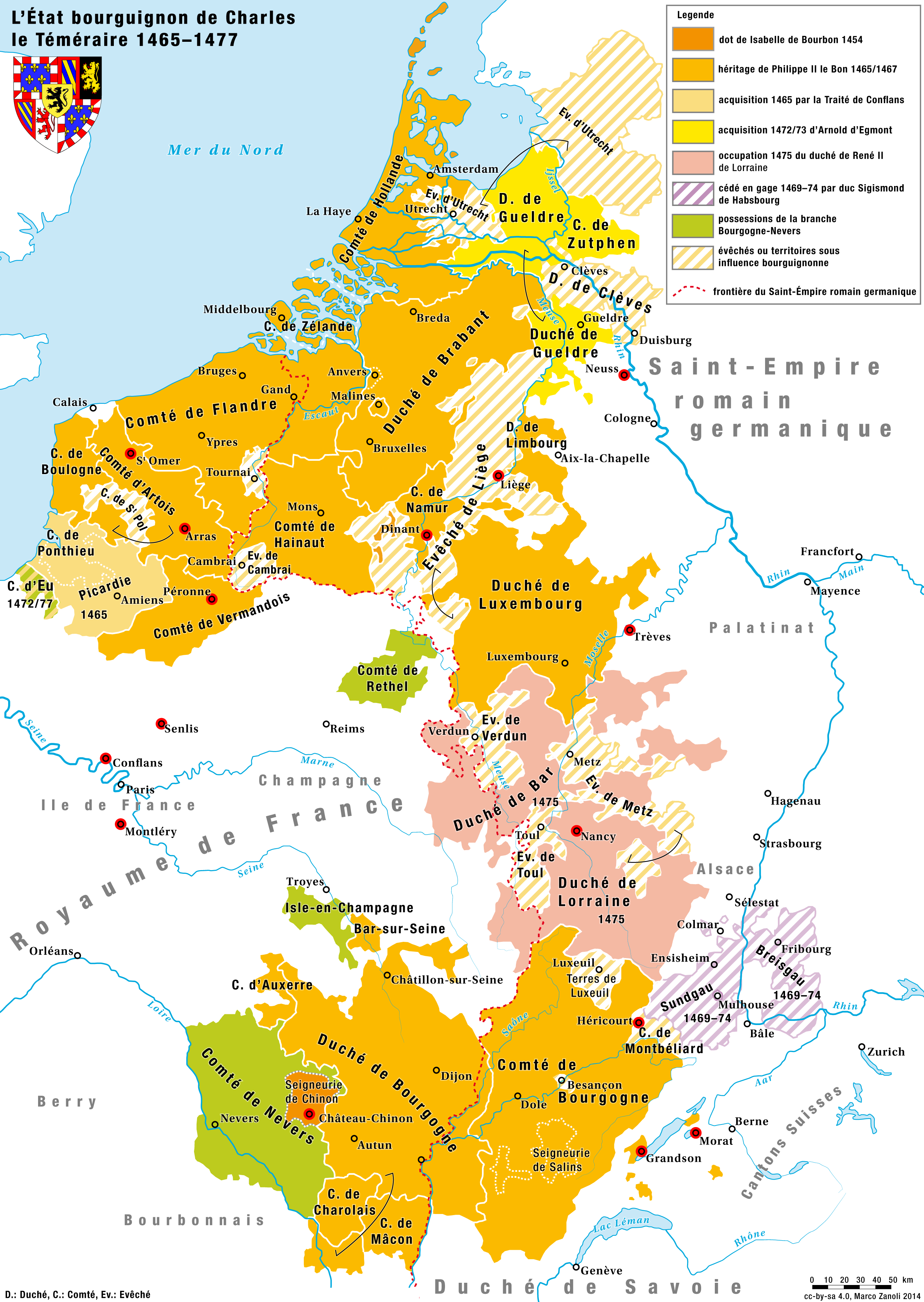
Domaines de la maison de Valois-Bourgogne sous Charles le Téméraire duc de Bourgogne en 1465-1477. Philippe de Crèvecœur d'Esquerdes, oncle d'Antoine du Bois est un filleul de Philippe le Bon (père de Charles), il est cité comme jeune compagnon de Charles en 1444, officier de ce dernier jusqu'à sa mort en 1477, il passe alors au service du roi de France Louis XI. Charles VIII, fils de Louis XI le fera maréchal de France en 1483 et grand chambellan de France en 1492.

Antoine du Bois dit Antoine de Fiennes (Antonius du Bois dictus Antonius de Fiennes) né en 1471 est issu de l'ancienne maison de Fiennes, originaire du comté de Guînes. Il est le second fils après Jean (IV) du Bois (vicomte) seigneur de Fruges, (ce titre de vicomte n'apparaitrait qu'en 1547 pour Charles du Bois), conseiller et chambellan de Charles VIII; issu de Jean III de Fiennes,, Baron d’Elnes, seigneur du Bois, d'Esquerdes,,, d’Annequin, de Vermelles, de Noyelles(Noyelles-lès-Vermelles), de Raincheval et de Catherine de Caumesnil,,, ou de Guye/Guyotte de Brimeu (nl) ou d'une autre alliance qui expliquerait sa parenté (cousin) avec les Pisseleu et Montmorency peut-être via Villiers de l'Isle-Adam et/ou Clermont-Nesle. Selon les sources, il est le neveu du côté paternel ou maternel de Philippe de Crèvecœur, seigneur d'Esquerdes et de Lannoy, (le nom de la seigneurie "Lannoy" est identique à celui du patronyme du vice-roi de Naples, Charles de Lannoy), filleul de Philippe le Bon duc de Bourgogne, nommé maréchal de France par Charles VIII en 1483. Il est aussi le demi-frère de Barbe du Bois, seconde épouse de François Ier comte de La Rochefoucauld, qui donna son prénom à son filleul François Ier, roi de France. Antoine du Bois était le neveu de Louis de Villiers de l'Isle-Adam, comte-évêque de Beauvais, avec lequel il eut des démêlés judiciaires pour l'accession à l'évêché, frère de Philippe, 44e grand maître des Hospitaliers de l'ordre de Saint-Jean de Jérusalem qui soutint le siège de Rhodes en 1522, face au sultan Soliman le magnifique. Louis et Philippe étaient les fils de Jacques de Villiers de L'Isle-Adam, prévôt de Paris, et de Jeanne de Clermont-Nesle, ils avaient aussi pour sœur, Marie, grand-mère du connétable Anne de Montmorency, cousin d'Antoine du Bois, fait prisonnier à Pavie avec François Ier.

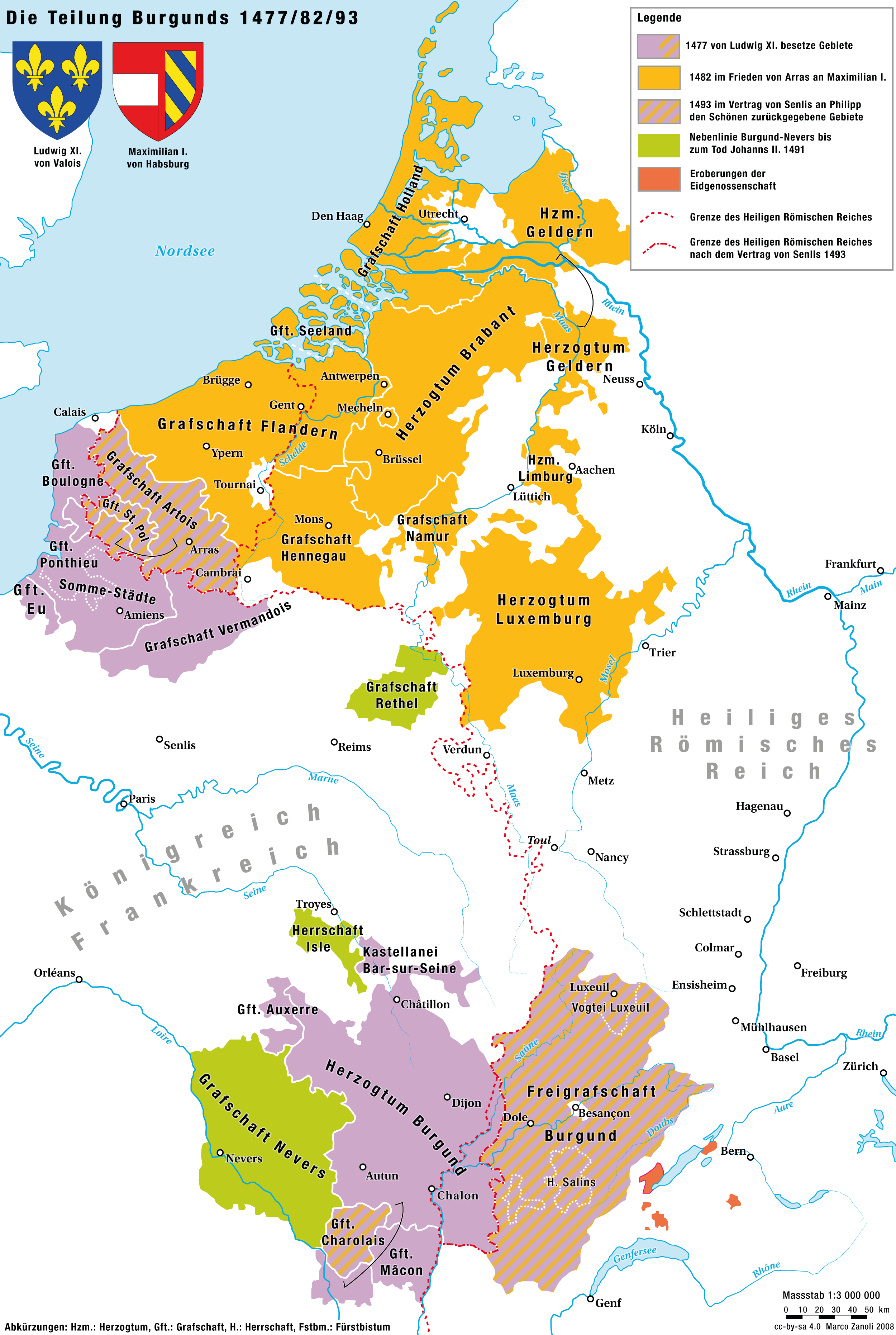
Mutations territoriales de l'état bourguignon en 1477, 1482 et 1493 durant et après la Guerre de Succession de Bourgogne entre le roi de France Louis XI et la duchesse Marie de Bourgogne, fille de Charles le Téméraire, mort le 5 janvier 1477. Louis XI lance une offensive sur le duché et sur le comté de Bourgogne, à la suite du mariage de Marie de Bourgogne avec Maximilien d'Autriche (août 1477), futur empereur. Cette guerre prend fin avec le traité d'Arras en 1482 mais les problèmes liés à la succession de Charles le Téméraire entre le royaume de France et la maison de Habsbourg perdurèrent jusqu'au traité de Senlis en 1493. Sur la carte, les zones en vert et violet reviennent au royaume de France, en orange les territoires liés aux Habsbourg. On distingue en violet hachuré de orange les territoires rendus à Philippe le Beau (fils de Maximilien) par le traité de Senlis en 1493, c'est-à-dire le territoire correspondant à l'ancien comté de Bourgogne, soit approximativement l'actuelle région de Franche-Comté sans le Territoire de Belfort et le Pays de Montbéliard et le territoire correspondant au comté d'Artois, soit approximativement une partie de l'actuel département du Pas-de-Calais, les possessions d'Antoine du Bois se trouvent de part et d'autre de ces territoires et de leurs limites mouvantes (cf procès). On distingue également le territoire du Calaisis, toujours anglais (1347-1558) à ces dates, y prendra place la rencontre du Camp du drap d'or entre Henri VIII et François Ier en 1520.

Jean (IV) du Bois, frère aîné d’Antoine du Bois avait dans sa parentèle par son mariage avec Guyotte de Brimeu fille de Guy de Brimeu (Adolphe de Clèves (La Marck) frère de Marie, mère de Louis XII, devient mambour des enfants Brimeu en 1484 sur nomination de Maximilien et Philippe d'Autriche), Ferry de Croÿ seigneur du Roeulx (il s'agit du beau-frère de Jean (IV) du Bois, frère d'Antoine), père d’Adrien de Croÿ qui permit le rapprochement entre le connétable et Charles Quint (cf l'histoire du changement de camp du connétable après la mise sous séquestre de ses biens); mais également Jean III de Glymes comte de Berghes, par ailleurs frère de l'amiral Cornelis de Berghes (nl) (alliances van der AA, Saint-Simon, Chateauvillain), père de Marguerite de Glymes-Berghes mariée à Florent d'Egmont (famille d'Egmont dont Lamoral issu des Luxembourg-Fiennes, décapité en 1568 avec Philippe de Montmorency), tous deux grands-parents de Philippe de Montmorency (branche aînée Montmorency implantée en Artois et Flandre) décapité en 1568 sur ordre du duc d'Albe pour avoir rallié les Gueux.
Jean III de Glymes (il s'agit du beau-frère de Jean (IV) du Bois, frère d'Antoine), haut dignitaire du Saint-Empire, était premier chambellan et conseiller à la cour de Bourgogne sous l’empereur Maximilien Ier, Philippe le Beau et Charles Quint; iI fut envoyé en Angleterre en 1508 pour arranger le mariage par procuration de Marie Tudor avec Charles de Castille, futur Charles Quint, mais cet accord fut rompu en 1514 par Henri VIII, qui préférait l’unir à Louis XII qui désirait un fils, veuf d’Anne de Bretagne, père de Claude et de Renée de France qui allait devenir une protestante acquise à la réforme et qui reçut en 1536 Jean Calvin (il avait alors 27 ans et avait publié son premier ouvrage en 1532), chef de la République théocratique de Genève, avec lequel elle entretint une correspondance. À la naissance de Renée en 1510, Michelle de Saubonne, la femina cordatissima de Guillaume Budé et secrétaire de la reine Anne de Bretagne qui fit connaître à cette dernière Jean Marot père de Clément Marot qui deviendra le secrétaire de Renée; Michelle, humaniste protestante, devint sa gouvernante et pourvut à son éducation. L'esprit singulièrement vif de Renée l'avait ouvert aux langues anciennes, celle d'Homère et de Virgile, à l'histoire, aux mathématiques, à la philosophie et la théologie, étonnant la cour par ses connaissances d'astronomie et d'alchimie, sciences qu'elle partageait avec son amie Marguerite de Navarre, enseignement qui fut donné par Lefèvre d'Etaples,. La fille de Renée de France se mariera à François de Guise l'un des meilleurs chefs d'armée du roi Henri II (fils de François Ier) et le principal chef catholique pendant la première guerre de Religion.

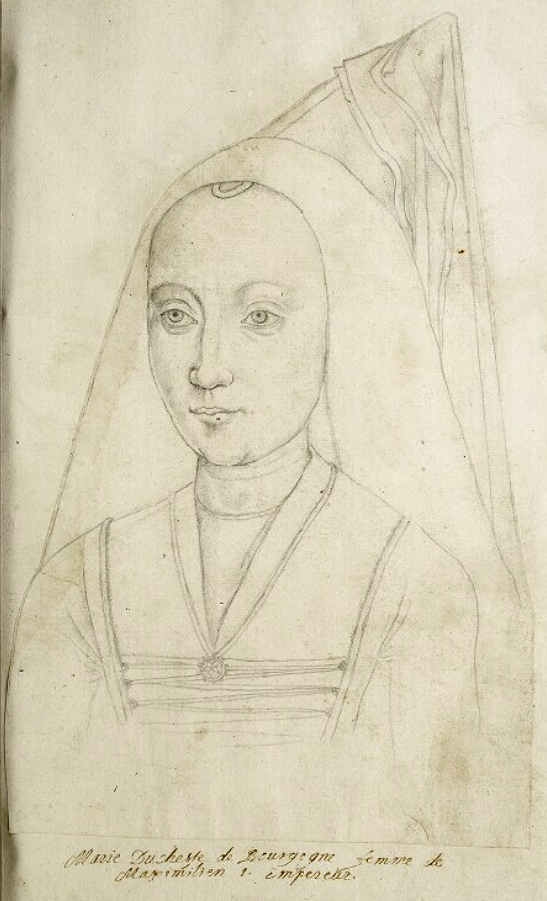
Portrait de Marie, duchesse de Bourgogne. f^{o} 66 du Recueil d'Arras. Le traité de Senlis comptait 48 articles, parmi ceux-ci :1. La paix a été conclue entre le roi de France (Charles VIII) et l'empereur romain germanique (Maximilien d'Autriche et son fils Philippe). 2–3, La position de Marguerite d'Autriche, duchesse de Savoie. 4. Promesse d'amitié entre Charles VIII de France et Philippe d'Autriche. 5–9. Les Comtés de Bourgogne ("Bourgogne"), d'Artois, de Charolais ("Charolois") et de Nevers ("seigneurie de Noiers"), seront rendus à l'Empereur romain germanique, mais les villes et châteaux d'Hesdin, d'Aire-sur- la-Lys ("Aire") et Béthune ("Betune"), restent la possession du roi de France et de ses maréchaux. 10. Les Maisons de Flandre, d'Artois et de Conflans sont rendues et livrées au Saint Empereur romain. 11. Le Roi de France jouira des Comtés de Mâconnais ("Mâconnois"), Auxerrois et Bar-sur-Seine. 18. Le présent traité de paix a été conclu avec le consentement et l'accord de l'évêque de Cambrai, comte de Cambrésis, de son clergé, des villes et châteaux. (l'évêque de Cambrai est Henri de Glymes-Berghes, frère de Jean III de Glymes-Berghes, beau-frère de Jean (IV) du Bois, frère d'Antoine).

Jean III de Glymes fut en outre conseiller de Marguerite d'Autriche et correspondait notamment avec Henri VIII et ses chanceliers Thomas Wolsey et Thomas More, grand ami d'Érasme (1466-1536); ce dernier tint auprès de la famille de Glymes-Berghes une place singulière puisqu’il fut l’ami de trois générations. D’abord au service de Jean II de Glymes (de) (1417-1494), il fut ordonné prêtre en 1492 et devint en 1493 secrétaire d'Henri de Berghes, évêque de Cambrai, frère de Jean III de Glymes et succédant à l’évêché à Jean VI de Bourgogne, fils de Jean sans Peur et d'Agnès de Croÿ. Henri de Berghes et Érasme séjournèrent ensemble à Bruxelles où ce dernier découvrit l’œuvre de Saint-Augustin, à partir de 1494-1495 l’évêque autorisa son protégé à rejoindre l’université de Paris et finança ses études. Érasme allait devenir une figure majeure de l’humanisme du XVIe siècle et un « européen » avant l’heure, surnommé « le précepteur de l’Europe » et « le père de l’humanisme", ses écrits et sa quête d’un humanisme chrétien ainsi que ses critiques vis-à-vis de l’Église et des abus du clergé inspireront Luther et d’autres réformateurs. Lors de son troisième séjour chez Thomas More en Angleterre, il écrit Eloge de la Folie, considérée comme l'une des œuvres qui ont eu le plus d'influence sur la littérature du monde occidental, elle fut un des catalyseurs de la Réforme avant que l'ouvrage ne soit mis à l'Index en 1557 lors de la Contre-Réforme. Dans les correspondants d’Erasme de l’abbaye Saint-Bertin, son lieu de résidence habituelle lorsqu’il venait à Saint-Omer, on retrouve notamment l’abbé Antoine de Berghes (1455–1531), nommé d'après une bulle pontificale d'Alexandre VI (Borgia) grâce aux sollicitations de ses frères Jean III et Henri, l'abbé fut le type même du grand prélat humaniste immergé dans les affaires politico-religieuses du siècle. Intransigeant dans son rejet de la guerre contrairement à Thomas More, Erasme écrivit à Antoine de Berghes le 14 mars 1514 une lettre aussitôt devenue célèbre : «Lettre du seigneur Erasme de Rotterdam au seigneur Antoine de Berghes, abbé de Saint-Bertin, montrant les multiples dommages de la guerre tout ce qu’il en résulte de maux, d’inconvénients et d’accidents monstrueux». En 1514, il alla à la rencontre de l’imprimeur Johann Froben à Bâle et écrivit l'Éducation d'un prince à l'intention de Guillaume de Croÿ, seigneur de Chièvres (qu’Antoine du Bois recevra à Béziers en 1519 avant l’élection de Charles d’Espagne comme roi des Romains), précepteur « donné par le roi Louis XII » au futur Charles Quint alors âgé de 14 ans (parallèlement, Louis XII surnommé le "Père du peuple" estimait Charles III de Bourbon pour ses vertus et pour la considération de sa belle-mère Anne de France sœur de Charles VIII, mais semblait redouter l'arrivée du futur François Ier). La rédaction du Prince de Machiavel en 1513 dont César Borgia semble avoir été le modèle, portait l’accent sur les capacités du souverain à agir pour le bien et la survie de l’État malgré les luttes de pouvoir intestines en Italie, c’est-à-dire la prudence et l’anticipation. Ainsi l’enfant devait être éduqué avant tout à son « métier de roi » par l’exemple et la pratique, tel Charles Quint qui, sous la férule de son précepteur Guillaume de Croÿ, passait son temps, loin des jeux et des plaisirs, à collaborer à l’exercice de l’État. Mais la vertu principale d’un prince, dans le contexte violent de l’époque moderne, était d’être un bon chef de guerre et l’apprentissage de cet art passait par la pratique de la chasse à courre dès le plus jeune âge. Ce fut aussi à cette période que cet apprentissage se teinta d’une éducation humaniste. Trois ans après Machiavel, Érasme proposait une formation fondée sur les vertus chrétiennes et les exemples antiques. Un prince ainsi éduqué devait chercher le bonheur et la liberté de son peuple, ainsi que la construction d’une paix universelle. La montée de l’absolutisme et la sacralisation du pouvoir monarchique attendaient une toujours plus grande exemplarité de la part des souverains et un savoir quasi encyclopédique. Par la suite, Érasme devint le conseiller de Charles Quint entre 1517 et 1521. En 1516, la parution du Novum Instrumentum omne (Nouveau Testament en grec) d’Érasme connut un grand retentissement et devint le texte de référence pour les humanistes et les réformateurs.
Le 12 janvier 1519, la mort de l'empereur Maximilien ouvrait la succession à la couronne impériale; Charles Ier d’Espagne, élevé dans cette perspective, s’avérait le candidat naturel à la succession de son grand-père et devait affronter le roi Henri VIII d'Angleterre, le duc albertin Georges de Saxe, dit le Barbu, et François Ier; la compétition se résumait vite à un duel François contre Charles qui était finalement élu à l'unanimité à 19 ans Roi des Romains le 28 juin 1519. Auréolé de la victoire de Marignan depuis 1515, cet échec et l'élection de Charles Ier d'Espagne (Charles Quint) poussaient François Ier à rechercher des alliances en prévision de l'affrontement inévitable avec le nouvel empereur, une alliance avec l'Angleterre ou au moins un traité de non agression semblait donc une bonne solution. Henri VIII ne s'opposait pas à cette perspective afin de consolider la paix avec la France (mariage de Louis XII avec sa sœur Marie Tudor en 1514, traité de Londres de 1518), toutefois il gardait une certaine inclination à se rapprocher de Charles Quint qu'il avait rencontré peu de temps auparavant. La politique prudente de son principal conseiller Thomas Wolsey visait à maintenir un équilibre entre grandes puissances et Henri VIII était finalement prêt à rencontrer François Ier dans le Calaisis, alors possession anglaise (de 1347 à 1558), lors de la rencontre diplomatique du camp du Drap d'or du 7 au 24 juin 1520 organisée par Guillaume Gouffier. La rencontre donna lieu à de nombreuses démonstrations d'affection mais les antagonismes demeurèrent. Moins d'un mois plus tard, le 14 juillet 1520, Henri VIII rencontra Charles Quint, à l'instigation du cardinal Wolsey, à Gravelines. Il semble que Charles Quint s'était concilié l'appui du cardinal Wolsey en lui faisant miroiter son soutien pour l'accession au Pontificat. L'entrevue se conclut par un traité d'amitié qui se transforma en 1521 en véritable alliance contre la France. Dès 1521 commença le conflit entre les trois puissances, France contre Empire et Angleterre. Une armée anglaise quitta Calais en 1522 et la première ville française assiégée fut Ardres. Ces affrontements allaient conduire à la bataille de Pavie en 1525 où François Ier sera fait prisonnier.
Antoine du Bois, par son oncle Philippe d'Esquerdes maréchal de France, via les Crèvecœur, était dans la parentèle de la famille Gouffier. Parmi ceux-ci, on note Artus Gouffier comte d'Étampes, mort en mai 1519 avant d'être parvenu à un accord entre François Ier et Charles d'Espagne. Quelques mois après le décès d'Artus, l'élection de Charles comme empereur sous le nom de Charles Quint signait le début des hostilités entre les deux plus puissants princes de la chrétienté. Guillaume Gouffier amiral de France, seigneur de Crèvecœur et d'Esquerdes,,,, frère d'Artus, devenu influent conseiller de François Ier avait suggéré l'attaque de Pavie contrairement à Louis II de la Trémoille; lors de la sixième guerre d'Italie où il perdit la vie sous les yeux du duc de Bourbon. Philippe de Crèvecoeur d'Esquerdes oncle d'Antoine du Bois, avait pour demi-sœur Jacqueline de Crèvecoeur, mariée à Jean (II) de Hangest qui eu en second mariage de Marie d'Amboise; Jacques de Hangest dont Hélène mariée à Artus Gouffier; Charles de Hangest comte-évêque de Noyon de 1501 à 1525, Louis de Villiers de L'Isle-Adam (oncle d'Antoine du Bois) assistera à son entrée solennelle à Noyon à la suite de son élection comme évêque, Charles était le protecteur de Jean Calvin auquel ce dernier dû son ascension sociale; Louis de Hangest seigneur de Montmort, chambellan de Louis XII et écuyer d'Anne de Bretagne, père de Joachim et Yves, amis d'enfance de Jean Calvin, Joachim aura notamment pour neveu Philippe II de Montmorency-Nivelle, comte de Horn (1526-1568) ; décapité sur la Grand-Place de Bruxelles avec le comte d'Egmont, seigneur de Fiennes, gouverneur de Flandre sur ordre du duc d'Albe pour avoir rallié les Gueux, soulèvement réclamant la liberté religieuse; Jean de Hangest (1506-1577), protecteur de Jean Calvin qui succède à son oncle Charles comme comte-évêque de Noyon; Claude de Hangest abbé de Saint-Eloi de Noyon, ami d'enfance de Jean Calvin. La famille de Hangest avait aidé à financer les études du jeune Calvin et trois enfants de cette famille l'avaient accompagné, alors âgé de quatorze ans à l'université de Paris en 1523. Tout au long de sa vie à Genève, le réformateur restera en contact étroit avec ses anciens amis, dont Montmor (de Hangest), Cordier, Cop (son père était un ami personnel d'Érasme, de Jacques Lefèvre d'Étaples, de Guillaume Budé), Farel, Melanchthon et Bullinger. Quand il publiera en 1532 son premier livre, le Commentaire du "De Clementia" (en) de Sénèque, Calvin le dédiera "au très saint, et très sage prélat, Claude de Hangest, abbé de Saint-Eloi" et d'ajouter "élevé comme enfant dans votre maison, instruit avec toi dans les mêmes études, je rapporte à votre très noble famille ma première science de la vie et des lettres".
Bernard (ou Charles) du Bois son frère, demi-frère, neveu ou plus proche parent suivant les sources, fit les guerres d'Italie aux côtés du connétable Charles III duc de Bourbon, fils de Gilbert de Montpensier vice-roi de Naples à la suite de la première guerre d'Italie sous Charles VIII. Charles de Bourbon était marié à Suzanne, fille du duc Pierre II de Bourbon et d’Anne de France régente du royaume avant que son frère n’atteigne la majorité royale sous le nom de Charles VIII, frère qu’elle mariera à Anne de Bretagne. Charles hérite des domaines de la ligne ducale des Bourbon ainsi que de ceux des Montpensier, de sorte qu’à quinze ans, en 1505, il est l'un des hommes les plus puissants de France et aurait été le prince le plus riche d’Europe. Brillant chef militaire, il participe au siège de Gênes en 1507, à la bataille d’Agnadel en 1509, gouverneur du Languedoc en 1512 (le connétable Anne de Montmorency lui succédera); il est ensuite nommé connétable de France par François Ier, l’armée est placée sous son commandement en 1515 lors de la bataille de Marignan qu’il remporte aux côtés de Louis II de la Trémoille, Trivulce, Lautrec, le chevalier Bayard et Robert III de La Marck. En 1515, à vingt-cinq ans, chargé d'honneurs, Charles de Bourbon est gouverneur du Milanais au nom du roi. À la naissance de son premier enfant, le roi fut invité et marqué par la magnificence des fêtes données par Bourbon, François Ier avait dit alors qu’un roi de France aurait bien de la peine à en faire autant. Le roi et son entourage aurait été intimidés par cette aisance et indépendance comme grand officier de la couronne, et, humiliée, la mère du roi aurait été l’instigatrice de sa chute. Le connétable Charles s’attirait une certaine considération du public, de la noblesse et d’une foule de mécontents chez les généraux, officiers et magistrats, il restait critique sur les désordres du gouvernement, le relâchement de la discipline militaire et la destinée de la monarchie abandonnée à des mains avides et ambitieuses. Les possessions sous l'autorité de Bourbon étaient si grandes que, lors de l'entrevue du camp du Drap d'Or, à laquelle le connétable était invité, le roi d'Angleterre, Henri VIII s'adressa à François Ier en lui disant : « Si j'avais chez moi un tel sujet, sa tête ne resterait pas très longtemps sur ses épaules. ». Charles de Bourbon allait alors subir un procès inique, et, en proie au désespoir et à la révolte était devenu opposé à François Ier. Après un procès truqué par le roi et sa mère aidés du chancelier Duprat et de Guillaume Gouffier, en dépit de la jurisprudence et de l'intervention de Madame de Bourbon (Anne de France, sœur de Charles VIII, belle-mère de Charles III de Bourbon), les biens du connétable de la maison de Bourbon-Montpensier qui constituaient la dernière grande principauté féodale du royaume, furent mis sous séquestre et confisqués. Anne de France, en tant que duchesse douairière participait activement à la gestion de la principauté bourbonnaise aux côtés de son gendre, à qui elle aurait conseillé de s'allier avec l'empereur Charles Quint contre le roi de France. En 1523, Charles Quint par l'intermédiaire d'Adrien de Croÿ comte du Roeulx (neveu de Jean III ou IV du Bois par les Brimeu) engageait des négociations avec le connétable, avant que ce dernier n’intègre le camp de l'Empereur le 7 septembre 1523, entouré de ses fidèles dont Jean de l’Hospital son ami, médecin et conseiller qui le suivit dans sa fuite en Italie. En 1524, Jean sera condamné à mort par contumace avec confiscation de ses biens ; il obtiendra la charge de général des finances du Milanais en 1526; à Toulouse, Michel de l’Hospital son fils alors étudiant à l’université est arrêté et incarcéré,. La bataille de Pavie en 1525 donne alors une nouvelle occasion au duc de Bourbon de s’illustrer cette fois au service de Charles Quint contre François Ier qui sera fait prisonnier. On retrouve Charles (ou Bernard) du Bois frère ou demi-frère d'Antoine dans l'entourage des commandants de la bataille, il est notamment neveu par alliance de Charles de Lannoy, vice roi de Naples en 1522, cité comme "féal et très cher cousin" dans une lettre patente de Charles Quint, commandant en chef des armées impériales en Italie; c'est à ce dernier que le roi de France doit d'avoir été sauvé de la rage des lansquenets allemands et à qui il remit son épée lorsqu'il fut fait prisonnier lors de cette bataille de Pavie en 1525, avant d'être envoyé en Espagne. Charles de Lannoy apprend cette victoire à l'archiduchesse Marguerite, gouvernante des pays-bas, par une lettre dictée le jour même de la bataille: « Madame, hier au soir à la mynuyt, levasmes l’armée de l’Empereur du camp là où estions logez et fismes rompre le mur du parcq de Pavie en trois lieux pour entrer en escadron de pied et de cheval, ce que se fist, et donasmes la bataille au roy de France, laquelle il perdit, et a pleut à Dieu donner victoire à l’Empereur. J’ai le Roi prisonnier en mes mains : le filz du roy Johan de Navarre, et tous les nobles gens qu’il avoit avec lui sont prins ou mort, comme entendrez par le sieur de Grospin, présent porteur, lequel vous supplie très humblement croire de ce qu’il vous dira, car je l’envoie tout exprès pour vous advertir comme les choses sont passez. Du camp de l’Empereur, à Saint-Pol, près Pavie, ce 24 février 1525. Charles de Lanoy. ».
Antoine du Bois était le neveu de Louis, et de Philippe de Villiers de L'Isle-Adam, 44e grand maître des Hospitaliers de l'ordre de Saint-Jean de Jérusalem qui soutint le siège de Rhodes en 1522, face au sultan Soliman le magnifique. Par ailleurs, Marie de Villiers de L'Isle Adam, sœur de Louis et Philippe était grand-mère du connétable Anne de Montmorency, fils de Guillaume de Montmorency, cadet issu du remariage de son père Jean II qui avait décidé en 1472 de déshériter son fils aîné Jean de Montmorency-Nevele, née de sa première union avec Jeanne de Fosseux dame de Nivelle et de Wismes, à la suite des disputes entre ses deux premiers fils et à leur prise de parti pro-bourguignon. Malgré des procès et des transactions entre les branches de Nivelle, de Fosseux et de Montmorency, les terres familiales situées en France resteront la propriété des descendants de Guillaume au premier chef desquels le connétable Anne de Montmorency ami d'enfance élevé avec François Ier et chef de la branche cadette, tandis que les branches de Montmorency implantées en Artois et en Flandre constituaient la branche aînée issues de Jean de Montmorency-Nevele et de Gudule Vilain, dame de Huisse dont descendront notamment Joseph de Montmorency († 1530), seigneur de Nivelle, mari d'Anne d'Egmond de Buren et père de Philippe II de Montmorency-Nivelle, comte de Horn (1526-1568) ; décapité avec le comte d'Egmont le 5 juin 1568 à Bruxelles sur la Grand-Place, sur ordre du duc d'Albe pour avoir rallié les Gueux (soulèvement ayant pour cause des tensions politiques et religieuses avec l'extension du protestantisme) à l'origine de la guerre de Quatre-Vingts Ans (1568-1648), qui aboutira à la sécession, puis à l'indépendance des Provinces-Unies prélude à la création de l'actuel royaume des Pays-Bas. De cette branche aînée Montmorency implantée en Artois et Flandre, sera issue Françoise de Montmorency-Fosseux, dame de compagnie de la reine Margot et maîtresse du futur roi Henri IV; de la branche Montmorency-Nivelle, on trouve aussi Isabeau de Montmorency, sœur de Joseph de Montmorency († 1530), mariée en 1529 à Joachim de Hangest ami d'enfance élevé avec Jean Calvin, famille dont nombre de membres précités furent des amis, protecteurs et soutiens à l'ascension sociale du futur réformateur.
À la suite de la bataille de Pavie, Anne de Montmorency avait envoyé à la demande du roi six galères pour le conduire en Espagne, la flotte arriva dans le golfe de la Spezia à Porto Venere (Cinque Terre en Ligurie); des marins espagnols y remplacèrent les français et Charles de Lannoy fit embarquer le roi sous la garde d'Alarçon; pour éviter d'être poursuivi il fit prendre à la flotte la direction de Naples avant de se diriger vers Barcelone où le roi débarqua le 21 juin 1525. Charles de Lannoy partit en poste directement à Madrid et Tolède où Charles Quint se trouvait alors en conférences avec le grand maître Philippe de Villiers de L'Isle-Adam pour le rétablissement de l'Ordre de Saint-Jean de Jérusalem. À son arrivée le roi écrivit une lettre à Charles Quint sur sa condition en détention en citant le vice roi de Naples (Charles de Lannoy) comme son cousin. Pendant la captivité du roi en 1525, Philippe de Villiers de L'Isle-Adam accompagna sa sœur Marguerite de Navarre à Madrid pour traiter de la rançon suivant sa demande, il y fut un médiateur entre François Ier et Charles Quint. Le 13 février 1526, le grand maître accompagne François Ier alors prisonnier lors d'une rencontre avec Charles Quint,, il participera à la rançon pour la libération du roi ainsi que le chapitre de la cathédrale de Beauvais dont son frère Louis était l'évêque du diocèse.
Antoine du Bois avait pour cousine germaine Anne de Pisseleu, éduquée par Madeleine de Montmorency-Laval (troisième femme de son père Guillaume, issue des Montmorency-Laval), duchesse d'Étampes, dame d'honneur d'Eleonore d'Autriche sœur de Charles Quint et épouse imposée par le traité de Madrid de 1526. À la cour, elle était la rivale de Diane de Poitiers, dont le père Jean seigneur de Saint-Vallier avait échappé à l'échafaud in extremis à la suite de sa condamnation pour avoir suivi le parti du connétable. Elle fit la connaissance de François Ier au retour de sa captivité madrilène en 1526 à la suite de la bataille de Pavie et devint sa favorite. Femme dont l'intelligence était louée par ses flatteurs, elle exerçait sur le roi une influence certaine et ne restait pas étrangère aux disputes sur les textes lorsque les docteurs et les érudits affluaient à la cour, absente du conseil du roi, elle cherchait à étendre son influence par l'intermédiaire de son oncle, Antoine Sanguin, cardinal de Meudon; son parent, Nicolas Bossut de Longueval et le financier Antoine Bohier. Pendant la captivité du roi, la faculté de théologie avait aidé le parlement de Paris dans sa lutte contre l’hérésie grâce aux pouvoirs obtenus du pape Clément VII (Médicis, oncle de Catherine de Médicis, épouse d'Henri, fils de François Ier). Les membres du cercle de Meaux - fondé en 1521 par Guillaume Briçonnet (fils de Guillaume Briçonnet (1445-1514), archevêque de Narbonne avant Jules de Médicis, futur Clément VII) et Jacques Lefèvre d'Étaples, il regroupe des érudits humanistes et écrivains dont François Rabelais et Érasme - durent choisir entre abjuration ou exil. François Ier avait condamné ces persécutions de sa prison, à son retour il accorda sa protection aux poursuivis et prit la défense d’Erasme et de Lefèvre d’Etaples. Depuis sa montée sur le trône en 1515, François Ier n'avait jamais gouverné sans les femmes de son entourage. Lors de la mort de sa mère Louise de Savoie en 1531, il se tournait de plus en plus vers sa sœur Marguerite de Navarre, puis vers Anne de Pisseleu; parfois protectrices des mêmes hommes (dont Clément Marot, François Rabelais, Jean Calvin, Etienne Dolet), Anne et Marguerite s'alliaient avec le troisième fils du roi, Charles, duc d'Orléans, et agissaient pour promouvoir le parti de la tolérance. Péronne de Pisseleu sœur de la duchesse d’Étampes était une familière de la reine de Navarre, elle jouissait d’un grand crédit à la cour et se trouvait en rapport d’amitié avec la famille de Normandie de Noyon, son influence a certainement favorisé le tranquille développement du protestantisme Noyonnais et ses interventions ont permis d’éviter des mesures répressives à l’encontre de ses coreligionnaires. Laurent de Normandie et sa femme Anne de la Vacquerie,, étaient des amis intimes de Jean Calvin, ils échappèrent à la persécution en gagnant Genève avant que Laurent de Normandie ne soit condamné au bûcher par contumace en 1552 par le parlement de Paris et brûlé en effigie; ultérieurement il sera désigné comme exécuteur testamentaire du réformateur. Anne de la Vacquerie est décédée peu de temps après son arrivée à Genève; c’est Calvin qui en informera directement son père Eloi; il écrira également une lettre édifiante au sujet de son décès à leur amie commune Péronne avec qui il entretenait une correspondance. Petite fille de Jean de la Vacquerie conseiller pensionnaire de la ville d'Arras, premier président du parlement de Paris quelques années avant le chancelier Duprat; Anne de la Vacquerie et sa famille étaient seigneurs de Verquigneul, village situé à proximité d’Annequin, et de Noyelles-les-Vermelles seigneurie des « Lannoy » et des « du Bois » à la même période (dans l'acte daté de 1500 au sujet de Noyelles-les-Vermelles, Marie de la Vacquerie est l'épouse de Guillaume de Saint-Simon, chambellan de François Ier). Ainsi Anne de Pisseleu et sa sœur Péronne propageaient la doctrine de Calvin comme Marot, Dolet et d’Andelot ; la duchesse d’Étampes protégeait ainsi contre le roi, Jean Calvin. En protestante convaincue, elle conseillait François Ier sur la tolérance à adopter quant à la condition des huguenots et accordait sa protection aux adhérents de la Réforme.
Antoine du Bois était aussi parrain d'Eléonore, de la maison de Roye, née en 1535 à Châtillon-Coligny. Elle eut lors de son baptême pour marraines, Éléonore d'Autriche (dont elle porte le prénom) seconde femme de François Ier, Marguerite de Navarre sa sœur; ses deux parrains furent François, Dauphin, fils aîné du roi et Antoine du Bois,. A seize ans, Éléonore de Roye nouait une alliance qui avait un but politique, celui de rattacher les maisons de Montmorency, de Roye et de Châtillon-Coligny à la maison de Bourbon pour lutter contre l'influence des Guise; elle était devenue princesse de Condé par son mariage avec Louis Ier de Bourbon-Condé principal chef protestant pendant les trois premières guerres de Religion assassiné à Jarnac, oncle du futur roi Henri IV dont le mariage avec la reine Margot devait célébrer la réconciliation des catholiques et des protestants en 1572 mais qui fut terni par le massacre de la Saint-Barthélemy; sa sœur Charlotte de Roye, comtesse de Roucy, avait épousé en 1557 François III de La Rochefoucauld (dont le grand-père François Ier de la Rochefoucauld avait épousé en secondes noces Barbe du Bois, demi-sœur d'Antoine; à Mende, Jean, le fils de Barbe du Bois est nommé évêque à la suite des "Della Rovere" dont Julien (futur pape), Clément, François, et Claude Duprat et avant Charles de Pisseleu, frère d'Anne) l'un des chefs protestants assassiné ce 24 août 1572. Eléonore, figure du protestantisme à la cour de France ira jusqu'à solliciter l'aide d'Élisabeth Ire d'Angleterre afin de soutenir son époux, incarcéré par les Guise, ultra-catholiques. Elle avait Louise de Montmorency pour grand-mère, sœur du connétable Anne et mère de Gaspard II de Coligny, amiral assassiné lors du massacre de la Saint-Barthélemy, François de Coligny d'Andelot et Odet de Coligny,, évêque de Beauvais en 1535 qui deviendra le "cardinal protestant" en 1561, qu'Antoine du Bois précédait à la fonction de premier abbé commendataire de Saint-Lucien de Beauvais.

## Un jeune candidat à l'évêché de Beauvais, province de Picardie, imposé par le roi et le pape
Au préalable de la candidature d'Antoine du Bois à l'évêché, la pragmatique sanction repoussée ou admise par Louis XI selon son intérêt à s'attirer ou non les faveurs de la cour pontificale avait de nouveau été proclamée loi de l'état en assemblée tenue à Lyon en 1479.
En 1486, à 15 ans,,, Antoine du Bois était un des plus jeunes postulants à un évêché avec César Borgia (1475-1507) fils du pape Alexandre VI (modèle du Prince de Machiavel précité); alors protonotaire du Saint-Siège et chanoine de la Sainte-Chapelle de Paris, Philippe de Crèvecœur, son oncle, obtint à cette date par l’entremise du roi un bref du pape Innocent VIII, ce dernier élu pape lors du conclave de 1484, en partie grâce aux intrigues des cardinaux della Rovere (futur Jules II) et Borgia (futur Alexandre VI), réservait l’évêché de Beauvais à Antoine du Bois pour le moment où il deviendrait vacant. L’évêque de Beauvais, Jean de Bar, fils de Jean IV de Bar, seigneur de Baugy, chambellan du roi Charles VII, mourut le 15 mars 1487. Le jeune âge d'Antoine du Bois pour l'exercice d'une telle fonction transparait dans la déclaration de Philippe de Crèvecoeur, où ce dernier indique que le gouvernement et l'administration de l'évêché sera laissé aux chanoines.
Philippe de Crèvecoeur s'était fait présenter par l'archidiacre de l'assemblée capitulaire et s'adressa aux chanoines en ces termes,:

« Messieurs, dit-il, vous n'ignorez pas comme, à la prière du très chrétien roy de France, sa Saincteté s'est réservé l'évesché de Beauvais pour mon nepveu Antoine Du Bois, protonotaire et chanoine de la Saincte chapelle de Paris. J'espère qu'il en sera pourveu par l'autorité apostolique, ce que je désire grandement... Pour ces causes, je vous prie, messieurs, qu'en obtempérant aux provisions, et à la volonté de sa Saincteté et au bon plaisir de Sa Majesté, et à mes souhaits et désirs, vous daigniez avoir pour recommandé ce mien nepveu, sous la promesse que si vous le demandez et recevez pour évesque, il vous laissera le gouvernement et administration de l'évesché, tant « au spirituel qu'au temporel ». Et de ma part, je vous promets de procurer tout bien à votre église et aux habitués d'icelle, tant en général qu'en particulier. Et au contraire, que si vous troublez mon nepveu en telle chose en eslisant ou requérant un autre évesque, je veux que vous sachiez que j'ay des amis et des faveurs en cour de Rome et vers Sa Majesté, qui ne sont pas petits, comme vous pouvez bien penser et considérer, par lesquels je me pourray aider pour la conservation du droict de mon nepveu. »

Malgré cette sollicitation au sein de l'assemblée capitulaire pour recevoir Antoine du Bois à l'évêché, malgré le soutien du roi, du duc et de la duchesse de Bourbon qui avaient envoyés lettres sur lettres au chapitre, aucune parole ne s'engageait envers le candidat. Le 28 mai les chanoines se réunirent pour l'élection, deux envoyés de la cour demandèrent alors à être entendus, Jean Le Maître avocat du roi au parlement de Paris et Etienne Petit, contrôleur du roi en Languedoc. L'avocat prit la parole et se présentait comme envoyé du roi, avocat et comme conseiller particulier de l'église de Beauvais et que cette triple qualité n'offrait que des éléments d'assurance: "comme envoyé du roi, il n'a à demander que des choses justes; comme avocat, il doit défendre le faible contre le fort; comme conseiller de l'Église de Beauvais, il doit veiller à ses intérêts et défendre ses droits. Il aborde enfin la question qu'il avait à traiter et représente :
Que la ville de Beauvais étant l'une des places frontières les plus importantes du côté de la Normandie, de la Picardie et de la Flandre, il est de l'intérêt du royaume qu'elle ne soit confiée qu'à un évêque en qui le roi ait pleine et entière confiance; que personne ne méritait mieux cette confiance que le neveu du maréchal d'Esquerdes, et qu'en droit il était déjà évêque de Beauvais, puisque, à la demande de Louis XI et de Charles VIII, le pape lui avait réservé ce siége; que cette réserve n'avait rien de contraire aux saints canons, parce que toutes les églises cathédrales étant de fondation royale, il y a des cas où les rois peuvent demander que des évêchés soient mis en réserve en faveur des ecclésiastiques qui leur inspirent plus de confiance : que, d'ailleurs, depuis près de deux cents ans, il n'y avait point eu d'élection à Beauvais, et que le roi ayant bien voulu permettre celle à laquelle on était sur le point de procéder, la reconnaissance et l'intérêt de leur église imposaient à MM. les chanoines l'obligation de se conformer aux désirs et à la volonté de sa majesté; enfin, que la jeunesse d'Antoine du Bois n'était point un obstacle à son élection, et il fit une grande dépense d'érudition pour établir ce dernier point. Dans sa péroraison, il représenta combien il serait de mauvais exemple pour le royaume et préjudiciable à l'Église de Beauvais que le chapitre, méconnaissant et l'autorité du souverain pontife, et l'autorité du roi, et les pressantes recommandations de tant de grands et puissans personnages, vint à faire un choix différent de celui qu'on attendait de lui : puis il déposa sur le bureau les provisions obtenues en cour de Rome en faveur de l'abbé du Bois, distribua avec profusion des lettres de recommandation, et sortit de la salle. Avant de mettre en délibération la réponse à faire à ce discours, le doyen demanda que l'on prît connaissance des bulles pontificales qui venaient d'être présentées, mais cette proposition fut vivement repoussée par une partie de l'assemblée : Louis de Villiers, Denis Dubois, Jean Danse, Jean Belin et Thibaud le Bastier se levèrent, déclarèrent protester contre ces bulles comme attentatoires aux droits et libertés de l'Église de France, demandèrent acte de leur protestation et quittèrent la séance. On commençait néanmoins à en faire lecture, lorsqu'un nouveau messager de la cour, en bottes et en éperons, se fit introduire en la salle capitulaire pour remettre les dépêches dont il était porteur : c'étaient de nouvelles lettres du roi en faveur de son protégé."
Les chanoines de Beauvais s’opposèrent à la décision papale. En effet, une telle déclaration allait à l’encontre des règles du clergé qui lui garantissait l’élection de ses chefs. Malgré les recommandations maintes fois renouvelées de Philippe de Crèvecœur, gouverneur de Picardie, du roi Charles VIII et du Saint-Père Innocent VIII, les chanoines élurent le 1er juin 1487 à l'évêché de Beauvais Louis de Villiers de l’Ile-Adam doyen de la cathédrale d'Orléans et oncle d'Antoine du Bois. À peine Charles VIII eut-il connaissance de cette élection que par une lettre du 24 juin 1487 datée d'Angers, il ordonna la saisie temporelle du chapitre. L’archevêque de Reims, Pierre de Laval, confirma l’élection de Louis de Villiers de l'Ile-Adam en janvier 1488. Philippe de Crèvecœur obtint un second bref du pape daté du 27 janvier 1488, qui renouvelait les défenses déjà faites au chapitre, de ne procéder à aucune nomination d’évêque, sous peine d’excommunication.
L’affaire fut portée devant le parlement qui rendit un arrêt le 7 septembre 1489. Celui-ci maintenait le chapitre dans l’exercice de la juridiction spirituelle tant que durerait le litige entre les deux opposants. Les tentatives successives pour placer Antoine du Bois soutenu par le roi à l'évêché de Beauvais furent repoussées définitivement par le parlement en 1497, à cette date Jean de la Vacquerie en était le premier président. Ainsi le 24 juin 1497, après neuf ans de procès, l’évêché fut attribué à Louis de Villiers de l'Ile-Adam, oncle d'Antoine du Bois.

### Nomination d'un abbé qui n'était pas religieux comme premier abbé séculier désigné par le roi
Aux tentatives infructueuses d'accession d'Antoine du Bois à l'évêché succéda celle de sa nomination comme premier abbé commendataire de Saint-Lucien de Beauvais, il devint ainsi le premier abbé séculier désigné par le roi et non pas élu par les moines, ceci fut confirmé par une bulle de provision du VII des ides de juillet (9 juillet) 1492 par le pape Innocent VIII (selon Honoré Fisquet, une bulle du 9 juillet 1490 l'avait nommé premier abbé commendataire de Saint-Lucien et le qualifiait d'élu de Beauvais et administrateur de l’Église de Béziers).
Antoine du Bois fut semble-t-il un étudiant de la faculté de décret de l'ancienne université de Paris (ancien nom de la faculté de droit), tout comme son oncle Louis de Villiers de l'Isle-Adam. Il fut reçu au baccalauréat, cité le 25 mars 1493 (cohérence, traduction à vérifier):

« Die lune xxv ejusdem mensis, fuit missa Beate Marie, in qua fuerunt domini Conti, Junii, Guaguin, Alligret, de Hangest, du Gast et ego. Eadem die, fuit admissus ad gradum baccalariatus, examine premisso, frater Anthonius de Busco, ordinis S. Benedicti, qui, prestitis solitis juramentis, solvit duo scuta cum dimidio. »

La société académique de l’Oise indique qu’Antoine du Bois fut nommé abbé au décès de l'abbé Jean V de Villers Saint-Paul en 1492, un de ses soutiens pour l'accession à l'évêché de Beauvais. Ce dernier était fils de Jean de Villers Saint-Paul, chevalier et de Marie de Mailly (+1470, branche aînée Mailly-l'Orsignol,, cf Louise de Montmorency (sœur du connétable Anne) x1 Ferry de Mailly branche L'Orsignol-Conti x2 Gaspard Ier de Coligny, dont Odet de Coligny qui succède à Antoine du Bois à l'abbaye Saint-Lucien) il avait vu la ville de Beauvais ainsi que son abbaye assaillie par l’armée du duc de Bourgogne commandée par Philippe de Crèvecoeur d’Esquerdes (oncle d’Antoine du Bois) à partir du 27 juin 1472. La résistance était organisée notamment par Florimond de Villers, frère de l’abbé Jean et Jeanne Laisné dite plus tard Jeanne Hachette devenue héroïne de la résistance beauvaisienne, si bien que l’armée démoralisée avec la perte de 30 000 hommes leva le siège le 22 juillet et Florimond perdit la vie à la suite de ses blessures reçues lors de la défense de l’abbaye. En 1480, l’abbé est délégué par le légat du pape (Giuliano della Rovere ?, futur pape Jules II, également légat du pape dans la cité d’Avignon, et archevêque dans la même ville après Alain IV de Coëtivy) pour traiter de la réunion de l’Hôpital de Saint-Thomas des Pauvres-Clercs à la prébende des enfants de cœur de la cathédrale. En 1489, il rachète de Pierre de Pisseleu (apparenté à Antoine du Bois cousin d'Anne de Pisseleu), une rente annuelle de sept quartiers de blé, que ce chevalier percevait sur la grange de l’abbaye. En 1488, l’abbé et son monastère prennent part aux débats et troubles qui accompagnent l’élection du successeur de Jean de Bar à l’évêché de Beauvais et se prononcent ouvertement pour Antoine du Bois, candidat patronné par le roi et la cour de Rome. Le roi avait mis du Bois en possession du temporel de l’évêché et ce dernier prit pour son vicaire-général Jean V de Villers Saint-Paul, ils s’opposaient ainsi au chapitre qui avait fini par excommunier le vicaire, la lutte durait depuis quatre ans quand Jean V de Villers Saint-Paul, le plus ferme appui d’Antoine du Bois mourut le 17 juin 1492. Le chapitre lui refusa la sépulture ecclésiastique en raison de son excommunication, si bien que Péronne de Villers, sa sœur et d’autres parents, déléguèrent Laurent Danse procureur du roi, Hugues de Lannoy (lien avec Charles de Lannoy, vice roi de Naples ?) et Jean Chastellain, notaires apostoliques, par devers le chapitre pour obtenir l’absolution de l’excommunication et la permission d’inhumer l’abbé en terre sainte.
Cette désignation d'Antoine du Bois comme premier abbé commendataire de Saint-Lucien de Beauvais se fit bien que paradoxalement, il "n'était pas religieux et n'avait pas l'intention d'en prendre l'habit". Ce siège sera occupé par la suite par Richelieu, Mazarin ou encore Bossuet.

## À la conquête de l’évêché de Béziers, province deLanguedoc
Le roi Charles VIII nomma Antoine du Bois évêque de Béziers le 23 mai 1490 en remplacement de Jean I Bureau (famille de Jean Bureau, Grand maître de l'artillerie sous Charles VII) mort le 2 mai 1490. Les chanoines de Saint-Nazaire de Béziers, quant à eux, élurent le 5 juillet 1490 Pierre de Javailhac au siège d’évêque. Le pape Innocent VIII confirma le choix de Charles VIII. Par une lettre du 7 janvier 1491 destiné aux chanoines, le pape leur défendit d’élire un évêque, ce choix devant, selon lui, lui revenir. Malgré cela Pierre de Javailhac fut maintenu à son siège par les chanoines. Un second bref du pape réitéra la nomination d'Antoine du Bois, appuyé du roi, avec la faveur de Madame de Bourbon (Anne de France sœur de Charles VIII, mère de Suzanne de Bourbon future épouse du connétable) et du maréchal d'Esquerdes; de fait Pierre de Javailhac renonça en 1493 à tous les droits et avantages que son élection lui donnait, en faveur d’Antoine du Bois et reçut de celui-ci un canonicat à la Sainte-Chapelle de Paris qu’il occupa à partir du 2 février 1503. Le 10 mai 1504, le pape Jules II préconisa de nouveau Antoine du Bois à l’évêché de Béziers. Malgré cela, Gui de Castelnau de Bretenoux fut élu par le chapitre de Béziers. En 1506, le parlement de Toulouse attribua finalement l’évêché de Béziers à Antoine du Bois. À la période où Charles VIII nomme Antoine du Bois à Béziers, se succèdent comme gouverneurs du Languedoc, Pierre II de Bourbon en 1488 (mari de sa sœur Anne de France) et Charles III de Bourbon en 1512.
Avec la pragmatique sanction de 1438 promulguée par Charles VII, le roi s'affirme comme le gardien des droits de l'Église de France. Louis XI avait tour à tour aboli ou rétabli ce décret qui fut le premier pas vers le gallicanisme. Finalement, François Ier et Léon X signent en 1516 le concordat de Bologne par lequel le roi est reconnu comme le véritable maître de l'Église de France, ainsi, il accordera au roi de France le droit de nommer les évêques en son royaume, au sujet duquel était intervenu lors des négociations préalables, Artus Gouffier.

## Antoine du Bois, évêque de Béziers
En 1515, Antoine du Bois acheta au prix de 160 livres à Pierre Pradines un jardin situé sous les fenêtres de l’évêché, du côté du pont. La même année, il consentit à rattacher la cure de Saint-Martin de Valros à la cathédrale Saint-Nazaire-et-Saint-Celse de Béziers.
En 1515, Guillaume du Puy, de Blangy, dédie des poèmes à Antoine du Bois.
Le 26 avril 1519, il reçut dans son palais le sire de Chièvres, ambassadeur de Charles d'Espagne futur empereur en date du 25 juin 1519, qui allait à Montpellier s’entretenir avec son homologue attaché à François Ier. À cette occasion, comme pour son retour dans la ville de Béziers, Antoine du Bois lui offrit un fastueux accueil. Le palais épiscopal fut alors couvert de tapisseries.
En 1523, François Dubois (Sylvius) d'Amiens professeur de rhétorique, recteur de l’université de Paris et régent du collège de Tournai, frère de Jacques Dubois (Sylvius) médecin anatomiste qui étudia les mathématiques avec Lefèvre d’Etaples et qui eut aussi pour professeur Guillaume Budé, maître de la librairie du Roi, petit fils de Dreux Budé secrétaire de Charles VII; François Dubois donc commente Cicéron dans Cato malor ad T. Atticum. Une seconde édition est publiée en 1531. Dans ces deux éditions, on trouve une épître du commentateur à Antoine du Bois (de Fiennes). En 1536, le Cato Maior de Senectute de Cicéron est édité par Michel de Vascosan, imprimeur de l’université de Paris et imprimeur du roi ; le traité est annoté par Érasme et commenté par François Dubois. Au sein de l'université de Paris, on retrouve donc Jacques Lefèvre d'Étaples (1450-1537), enseignant en philosophie au Collège du cardinal Lemoine. Originaire de Picardie comme Calvin (écolier au Collège de la Marche, lecteur au Collège Fortet), Lefèvre d'Étaples fut un théologien et humaniste français à la fois considéré par certains historiens comme un précurseur de la Réforme et par d'autres comme l'un des pères de l'exégèse catholique moderne, il était à la fois l'un et l'autre et fut un protégé de Marguerite de Navarre, sœur de François Ier.
En 1529, à la suite de la paix des Dames, François Ier doit verser une rançon de 2 000 000 écus afin de recouvrer ses deux fils ainés, le Dauphin François et son frère Henri II, le futur Henri. Antoine du Bois contribua à payer cette rançon. Antoine de La Rochefoucauld, seigneur de Barbezieux, beau-fils de Barbe du Bois, la demi-sœur d’Antoine du Bois, figure parmi les donataires; le grand maître Philippe de Villiers de L'Isle-Adam, son oncle, participe également à la rançon.
En 1530, la veille de l’Annonciation de la Vierge, il donna 500 livres pour instituer le répons Gaude Maria virgo de Raymond d'Aguilers.
François Ier lors de sa captivité à Madrid, avait fait le vœu d’un voyage de dévotion à Notre-Dame du Puy-en-Velay et à la basilique Saint-Sernin de Toulouse, s’il obtenait sa délivrance. En 1533, il honora sa promesse et passa par Béziers durant son périple. Antoine du Bois y reçut la reine Éléonore de Habsbourg le 25 juillet et le roi François Ier le 13 août. La famille royale logea au palais épiscopal. L’évêque offrit à ses hôtes une somptueuse réception : abondance de fruits et confitures, de vin muscat et clairet, coupes et bassins en vermeil sertie de pierreries, arc de triomphe témoignent du luxe prodigué.
Selon l'Histoire de la ville et des évêques de Beziers par Sabatier, après la mort d'Antoine du Bois, Jean de Lettes fut pourvu de l'évêché le 13 juillet 1537, probablement mort à Aubonne en 1563, il fut l'un des 16 évêques français accusés d'être apostats, au XVIe siècle. Il était fils d'Antoine de Lettes seigneur de Puissalicon et de Blanche des Près, sœur de Jean des Près évêque de Montauban. Il était frère d'Antoine des Près, seigneur de Montauban, qui devint maréchal de France, il s'agirait d'Antoine de Lettes-Desprez de Montpezat qui fut gouverneur du Languedoc en 1541 en succédant au connétable de Bourbon et au connétable de Montmorency, puis devint maréchal de France en 1544.

## Terres et possessions
Au cours de sa vie, Antoine du Bois avait réuni des richesses de diverses origines. Il acquit des biens par héritage de son oncle Philippe de Crèvecœur, de son père ou de son frère Jean. Il fut ainsi seigneur de Chaumont en Bassigny (donnée par François Ier) et comte de Chaumont-en-Vexin (Charles du Bois son héritier disposait du comté et vicomté de Chaumont-en-Vexin, (Cf. infra)) près de Beauvais (confusions de l'une et l'autre possible), d’Annequin, de Tincques, de Roye, d’une partie de Magny en Vexin, de Corbeil, de Lignian... L'évêque de Béziers était possesseur de la seigneurie de Roye, par récompense, encontres, eschanges faits par le roi avec Antoine Du Bois "des pontenaiges, portz, haulx passaiges, terres, fiefs, villes, chastiaux de Poissy, de Chaulmont, de Margny en Vexin, du Châtel de Mortemer en pais de Caux (pays de Caux) et d'autres propriétés".
- Comptes et ordinaires de la prévôté de Paris[98]: 
  - Domaine de Paris pour une année finie à la St Jean 1535. Coppie de la retrocession faite au Roi par Mre Antoine du Bois Evesque de Bezieres, & Abbé Commandataire de St Lucien de Beauvais, le 7 Decembre 1533, des Terres & Seigneuries de Poissy, Triel, Forest de Senart, Chaumont en Baffigny, que le Roi lui avoit donné en échange des Terres dudit Evesque situées en Boulonnois & ailleurs, cedés par le Roi à l’Empereur pour partie de la rançon du Roi & des Enfans de France. Autre retrocession faite par le même le cinquiéme Fevrier 1534, au Roi des Terres & Seigneuries de Corbeil, Gournay près Paris, & Neuf-Chastel, Mortemer, & St Laëu en Normandie, en recompense des Terres dudit Evesque données à l’Empereur pour le mesme sujet.
  - Domaine de Paris pour l’année finie à la St Jean 1539.  Transcrit du Contract passé pardevant Jean Alienard, & Fourcy Gontier Nottaires Royaux en la Ville Gouvernement & Prevosté de Peronne le quinze Avril 1539, par lequel venerable & scientifique personne Mre Philippe Ingry Doyen de l’Eglise de Bruxelles, Chancelier de l’Ordre de la Toison d’or, Conseiller d'Etat de l’Empereur, & prude homme, & sage Me Guillaume Hangurard (Hangouart) President du Conseil d’Artois, Jean de Warenghien, & Jean Carrute Mes de la Chambre des Comptes à Lisle, & Thomas Mulier General de la Monnoie de l’Empereur, tous Procureurs dudit Empereur, lesquels audit nom ont revendu & tranfporté à noble homme Charles du Bois Ecuyer, Seigneur Desguefdes (Esquerdes) heritier de feu Mre Antoine du Bois Evefque de Beziers, Mre Jaques du Chemin Seigneur du Quesnoy, au nom & comme Procureur de noble homme sieur Alpin de Bethune (Alpin de Béthune époux de Jeanne Jouvenel des Ursins, bisaïeul de Sully; Maximilien de Béthune, maréchal de France, protestant et ministre du roi Henri IV qui a échappé au massacre de la Saint-Barthélémy; par ailleurs, Guillaume Briçonnet, précité, évêque de Nîmes est son trisaïeul du côté maternel), Seigneur & Baron de Baye (Jean de Béthune son fils sera baron de Baye), & encore audit du Chemin & Jean de Bressac, au nom & comme Procureur de Mre François d’Escars, Chevalier, Seigneur de la Vauguyon c’est à sçavoir audit sieur Desguerdes, les terres & Seigneuries du Bois Noyelles, le Val Gamechives, Maresguels, le Hein & Lenteuil, scis en la Chaftellenie de lifle : audit du Chemin & Paflac Procureurs dudit sieur Descars, les Terres & Seigneuries de Cavenchy, Bucquoy, Aix, Engouelle, & Bonegnyes, fcises au Comté d’Artois, & encore audit du Chemin comme Procureur dudit de Bethune les haults Bois lez Haurincourt, Justice, appartenances, & dependances scituées au Cambrefis, ci-devant vendues par led. Sr Evefque de Beziers, Descars & Bethune audit fieur Empereur à faculté de rachapt perpetuel pour & en l’acquit du Roi pour la somme de 2595, échus deux tiers d’écu & fix sols six deniers de rente, sçavoir les Terres dudit feu Evesque de Beziers pour 617 écus d’or, un tiers & deux sols tournois, les tiers dudit fieur Descars pour 1526 écheus deux tiers deux fols tournois, & lesdits hauts bois appartenant audit de Bethune pour 451 écus d’or de rente que le Roi avoit promis bailler en terres à l’Empereur, pour d’icelles Terres & Seigneuries jouir par lesdits fieurs Desquerdes, Descars & de Bethune, moyennaut la somme de 5189 écus deux tiers d’écu, un quart & un sol tournois, qui a été payée aux Procureurs dudit fieur Empereur en écus d’or soleil, moyennant quoi lesdits sieurs Desquerdes, du Chemin & Passac esdits noms ont vendu au Roi les Terres & Seigneuries & autres choses cy-après déclarées : sçavoir ledit sieur Desquerdes le Comté & Vicomté de Chaumont en Vexin, la Terre & Seigneurie de Roye en Picardie, les Procureurs dudit sieur Descarts, les Maisons, Chasteaux, Chaftellenies de Tournant & Torcy en Brie, Montlhery en la Prevosté de Paris, Fontenay le Comte, & Traitte de Poictou & Uffon en Auvergne ; le Procureur dudit de Bethune, 1200 livres tournois de rente sur le Grenier à sel de Sezanne, lesquelles terres & rentes le Roi leur avoit donné en échange de celles qu’ils avoient donné à l’Empereur, ainsi qu’il est plus au long déclaré èfdites Lettres, étant en la sixiéme liaffe des acquits rendus sur le Comte du Tresorier de l’Epargne de l’année finie 1539.

## Mort et héritage
Antoine du Bois meurt le 17 avril 1537, son cœur fut rapporté à l'abbaye Saint-Lucien de Beauvais, les religieux le firent solennellement inhumer au côté droit du grand autel de leur église et placèrent sur sa tombe un marbre blanc, taillé en cœur, portant l'inscription suivante:

« Hac jacet in terra lux magna et gloria mundi; Pastor et insignis coenobiarcha domus, Nobilis ex genere, ac verus pietatis amator, Doctrina clarus, moribus, atque gravis, Religionis honor, summum patriae decus et laus, Cœnobio nostro munera multa dedit, Obiit anno MDXXXVII. »

Ses héritiers sont au moins :
- Bernard du Bois, son frère, neveu[99],[47] ou plus proche parent[4]. Suivant une lettre datée du 16 octobre 1537, a lieu une saisie de "tous et chacuns les biens meubles que led. evesque a delaissez par son trespas oud. pais de Languedoc", évêque dont le frère Bernard vu comme "son seul héritier" fit une/les guerre(s) d'Italie avec le connétable de Bourbon[Note 9],[100]. Il est considéré comme servant l'empereur Charles Quint, beau-frère de François Ier[99].
- Charles du Bois, seigneur d'Esquerdes, son frère[10] (ou demi-frère issu du remariage de Jean III avec Jeanne du Bois de la Bourse le 22 juillet 1480)[6],[101], marié à Claude de Lannoy, dont l'oncle, Charles de Lannoy accède à la fonction de vice-roi de Naples en 1522 et reçoit le commandement en chef des armées impériales en Italie[Note 13]. Selon un acte de 1539, est cité : "Charles du Bois Ecuyer, Seigneur Desguefdes (Esquerdes) heritier de feu Mre Antoine du Bois Evefque de Beziers", il dispose notamment des comté et vicomté de Chaumont-en-Vexin, la terre et seigneurie de Roye en Picardie (Cf. supra).
- Anne de Pisseleu, duchesse d’Étampes, sa cousine germaine[47], mariée à Jean IV de Brosse comte de Penthièvre (petit fils de Philippe de Commynes[102] petit-fils de Colard. "Le 31 mai 1458, Jeanne de la Trémoille (éducatrice de Marie de Bourgogne, 1re épouse de Philippe du Bois de Fiennes[1]), veuve de Jacques de Crèvecœur, atteste avoir reçu 320 écus d'or de 48 gros des héritiers de Colard de Comines pour reste de ces droits seigneuriaux."[11]), maîtresse de François Ier; elle donna à la cathédrale Saint-Nazaire de Béziers une tapisserie brodée de fontaines et de prophètes[103].
- Louis de la Rochefoucauld, seigneur de Montendre et de Montguyon, son neveu. Sa mère est Barbe du Bois, sœur de Charles du Bois et demi-sœur d’Antoine[103].
- Jacques de Moreuil, seigneur du Fresnoy, son neveu, marié à Louise de Belleforrière. Sa mère est Catherine Dubois, sœur d’Antoine.

Selon le traité de Madrid signé le 14 janvier 1526, par le roi de France François Ier alors prisonnier de l'empereur Charles Quint à la suite de la défaite française de Pavie (24 février 1525) lors de la sixième guerre d'Italie; François Ier doit: Réhabiliter le connétable de Bourbon et ses partisans, leur restituer tous leurs biens meubles et immeubles, leurs offices et les dédommager complètement des pertes qu'ils avaient essuyées par la confiscation. Pour le connétable, s'ajoutait en outre une dispense d'hommage féodal pour ses terres et la possibilité future de négocier le comté de Provence avec le roi ;
Selon La correspondance d'Antoine du Bourg (1535-1538), chancelier de France sous François Ier, Antoine, Charles et Bernard seraient trois frères.
Selon le catalogue des actes de François Ier, Charles et Bernard du Bois seraient une seule et même personne, privé(s) de tout ou partie de la succession d'Antoine du Bois frère ou demi-frère. Cette succession aurait été transmise à Anne de Pisseleu (leur cousine germaine); tombée en disgrâce après la mort de François Ier, elle se retira sur ses terres et embrassa la protestantisme.
Selon un arrêt du conseil de Malines, « Les héritiers de Messire Antoine Dubois, Evêque de Besières, du côté paternel étoient Messire Charles Dubois, dit de Fiennes, Seigneur Desqueldres, demeurant en Artois, & du côté maternel les enfans de Jacques de Moreul, Seigneur Dufresnoy, sujets du Royaume de France. Procès s'est mu entre eux sur la succession & partage des biens délaissés ; par appointement ils font partage d'iceux, auquel accommodant l'un l'autre, sans prendre par chacun d'eux, les biens du côté dont il étoit parent, furent laissés auxdits de Moreul les biens situés en France, presque tous venant du côté paternel ; & au Sr. Desqueldres ceux situés en Artois, dans la Châtellenie de Lille, & ailleurs sous l'obéissance de l'Empereur ».

## Héraldique, sigillographie, numismatique
- Les armes d’Antoine Dubois étaient représentées sur une clef de voûte de l’église de Tincques dans une nef disparue durant le XIXe siècle. Selon les sources, Antoine Dubois portait soit les armes brisées, de son oncle Philippe de Crèvecœur (de gueules à trois chevrons d’or, le premier chargé d’un croissant d’azur)[47] soit celles de son père brisées (d'azur au lion de sable, à la bordure de gueules)[4].

| Figure | Blasonnement |
|        | D'azur au lion de sable, à la bordure de gueules. (armes fautives) |
|        | De gueules à trois chevrons d’or, le premier chargé d’un croissant d'azur. |
|        | Écartelé : d'argent au lion de sable, à la bordure de gueules ; et contre-écartelé d'or et de sable. (description du contre-écartelé : partition héraldique). Il s'agit des armoiries de la commune d'Elnes, adoptées par la municipalité le 18 novembre 1995. |

- Le sceau d'Antoine du Bois aurait été : écartelé, d'argent au lion de sable et contre-écartelé d'or et de sable[1]. Sceau de Jean seigneur du Bois, chevalier : écartelé, au 1 et 4, un lion ; au 2 et 3, une bande engrêlée, contre-écartelé d'un plain ; penché, timbré d'un heaume cimé d'une tête de..., supporté par deux griffons. 28 octobre 1411[106].

- Un jeton aux armes d'Antoine du Bois de Fiennes, évêque de Béziers et comte de Chaumont, comporte les inscriptions suivantes:

Av. + ANTHONIVS: DV: BOYS: EPS: BITERREN. Écu aux armes d'Antoine du Bois posé sur une crosse d'évêque.
Rv. +: COMES: VTRIVSQZ: CALVIMONTIS. Écu aux armes d'Antoine du Bois surmonté d'une couronne comtale.  

F.11065 - C.1616 - Fl.II.543 ; Bronze - 3,04 g - 27 mm - 3 h.

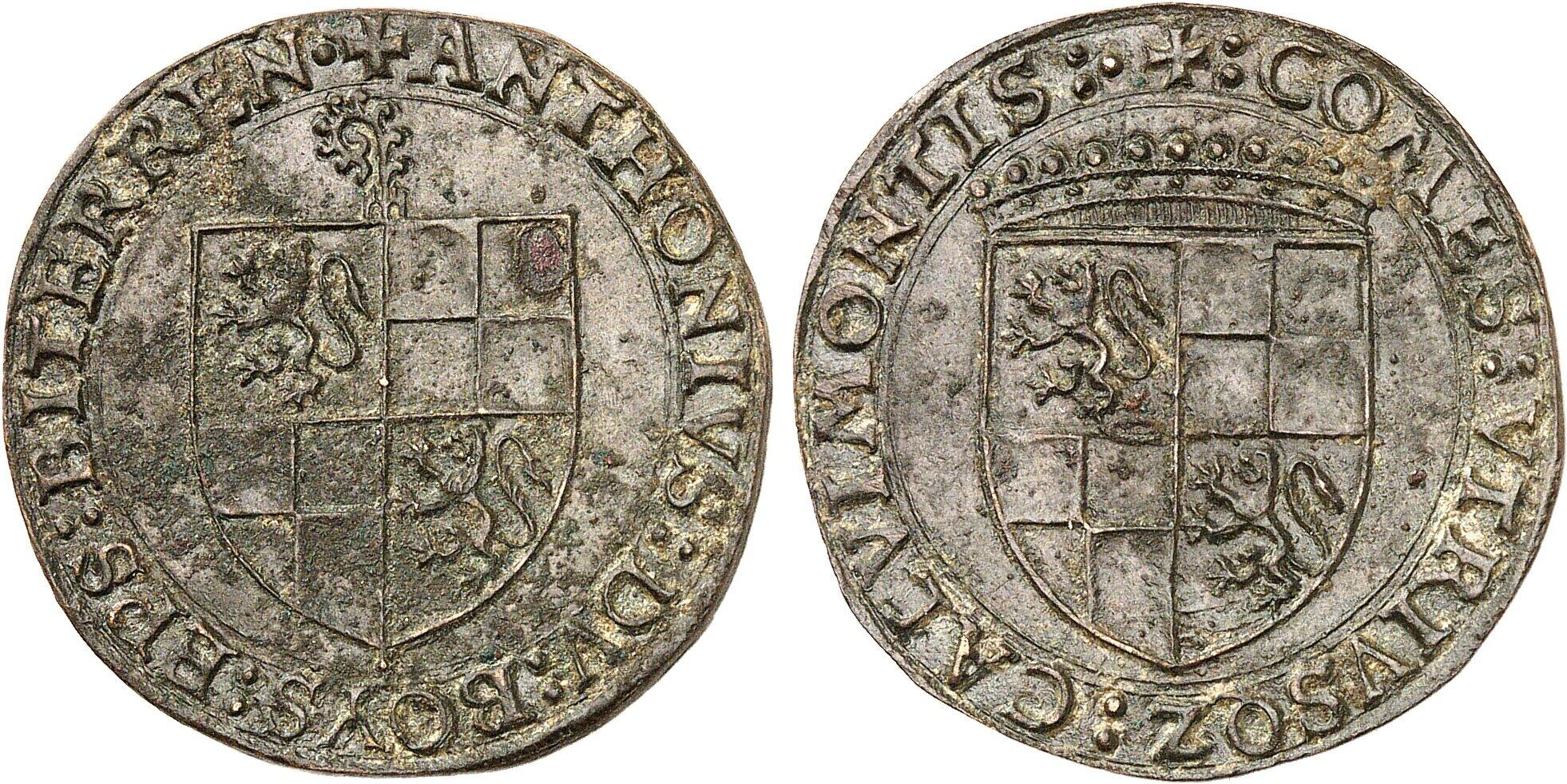
Jeton aux armes d'Antoine du Bois de Fiennes, évêque de Béziers et comte de Chaumont; correspondant aux armes du Bois de Fiennes présentes dans l'église d'Elnes.

Observation: Chaumont et la couronne comtale feraient référence à Chaumont-en-Vexin, par ailleurs Charles du Bois, héritier de l'évêque de Béziers dispose ensuite des comté et vicomté de Chaumont-en-Vexin,, près de Beauvais, archidiaconé du Vexin français, diocèse de Rouen. Quant à Chaumont-en-Bassigny cette terre aurait été échangée avec le roi François Ier (Cf. supra, actes de 1535 et 1539).
- Socle en calcaire réalisé par un tailleur de pierre du pays, aux armes des anciens seigneurs de la vallée de l'Aa, les du Bois (d'esquerdes), dits de Fiennes, seigneurs puis vicomtes de Fruges (au XVIe s).

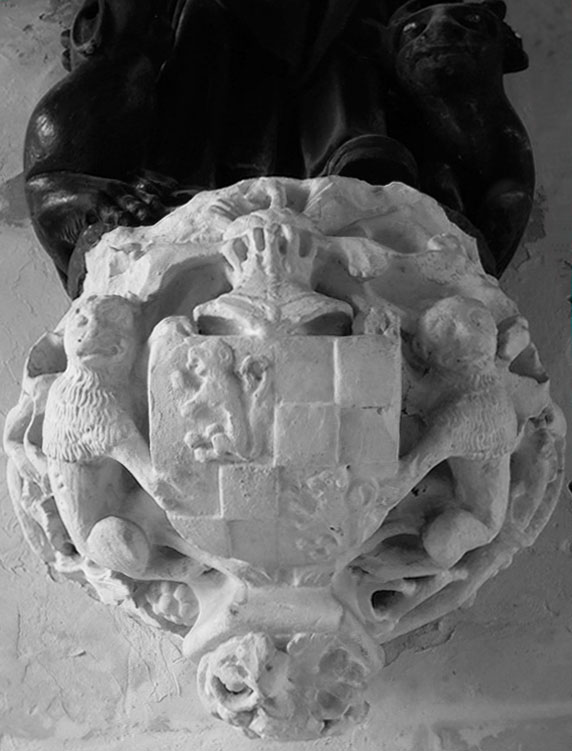
Socle en calcaire taillé, aux armes du Bois de Fiennes, réalisé au premier quart du XVIe siècle, église d'Elnes.